# Diplothelopsis
Diplothelopsis is een spinnengeslacht in de taxonomische indeling van de bruine klapdeurspinnen (Nemesiidae).
Diplothelopsis werd in 1905 beschreven door Tullgren.

## Soorten
Diplothelopsis omvat de volgende soorten:
- Diplothelopsis bonariensis Mello-Leitão, 1938
- Diplothelopsis ornata Tullgren, 1905